# Asian Le Mans Series

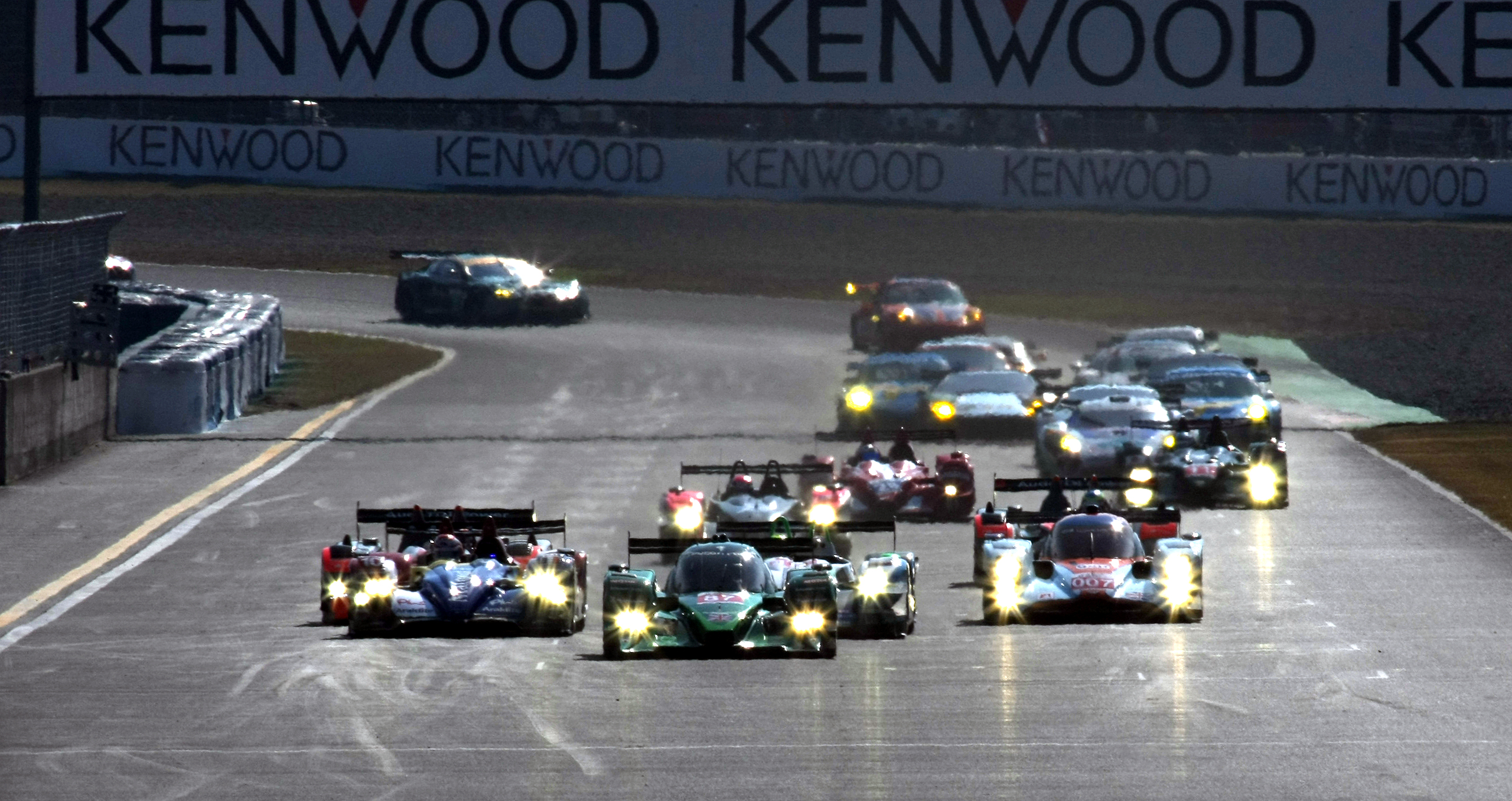
Le départ de la première course en 2009

Pour les articles homonymes, voir ALMS.
L'Asian Le Mans Series (ALMS) est un championnat de course automobile d'endurance créé par l'Automobile Club de l'Ouest pour faire suite au Japan Le Mans Challenge.

## Historique
Dans les années 1990, plusieurs constructeurs automobiles et compétiteurs japonais participent aux 24 Heures du Mans. L'Automobile Club de l'Ouest souhaite mettre en place un championnat asiatique sur l'exemple des American Le Mans Series qui débutent en 1999. Les 1 000 kilomètres de Fuji en 1999 devaient être une expérience comme l'était la course du Petit Le Mans en 1998 pour lancer les années suivantes ce nouveau championnat. L'invitation faite aux Super GT japonaises n'a pas permis de lancer une compétition pérenne.
En 2000, la 2000 Race of a Thousand Years est une nouvelle course expérimentale pour un futur projet Asia Pacific Le Mans Series dirigé par Don Panoz. Un projet avec le circuit international de Sepang en Malaisie en 2001 est prévu mais ne voit pas le jour.
Ensuite, l'Automobile Club de l'Ouest se recentre et réfléchit à un championnat européen avec l'European Le Mans Series 2001 puis avec les Le Mans Series. Il faut attendre 2006 et le Japan Le Mans Challenge pour entendre reparler d'un projet de championnat asiatique.
Le nom d'Asian Le Mans Series apparaît en 2009 avec les 1 000 kilomètres d'Okayama 2009 mais disparaît avec le lancement de l'Intercontinental Le Mans Cup puis du Championnat du monde d'endurance FIA. Lors de la conférence de presse d'avant course des 24 Heures du Mans 2012, l'ACO annonce le retour de la compétition en 2013 sous la forme de six courses de 3 heures réparties en Chine, en Indonésie et au Japon.
Fin 2014, l'ACO reprend l'organisation du championnat à la société S2M en raison d'un plateau trop faible. À l'instar des compétitions européennes ou américaines, les épreuves sont organisées en marge du WEC lors des courses asiatiques.
En mai 2021, Cyrille Taesch Wahlen, à la tête du championnat depuis le 1er mars 2015, quitte ses fonctions de directeur général d’ALMEM. La supervision des équipes de l’Asian Le Mans Series est confiée à Frédéric Lequien (directeur général de LMEM) à partir du 28 mai 2021,.

## Identité visuelle

2009 à 2016
Depuis 2016

## Catégories
Prototypes
- LM P2
- LM P3

Grand Tourisme
- FIA GT3

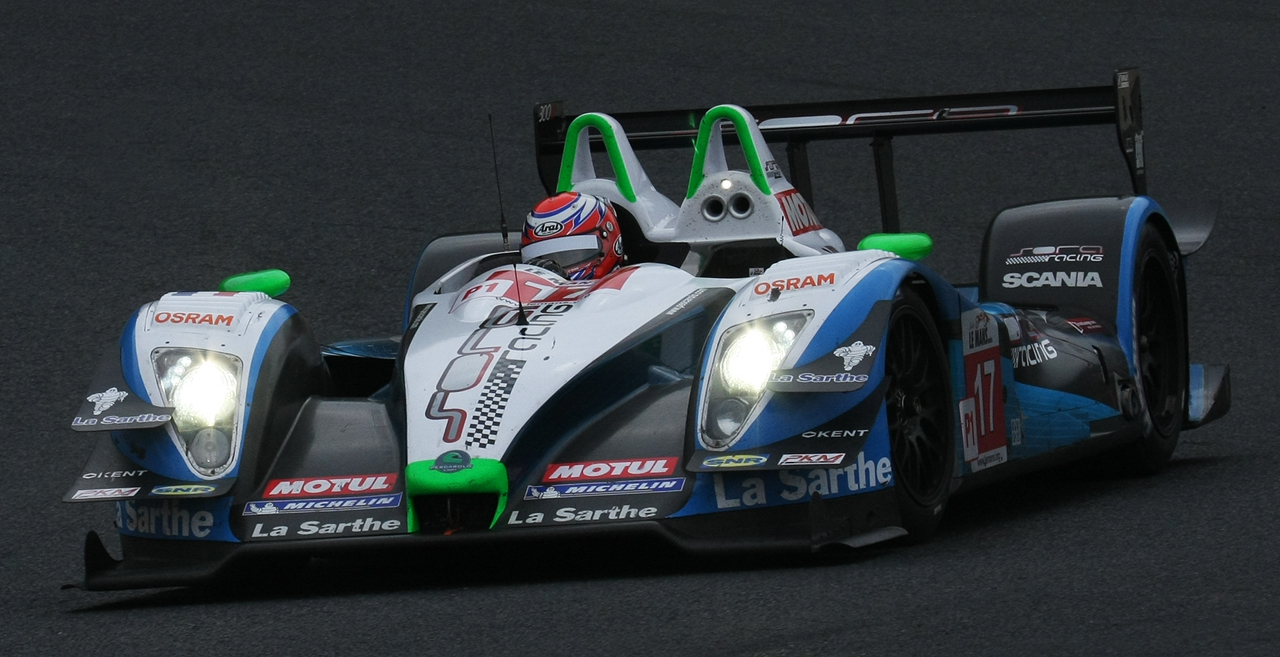
La Pescarolo Sora Racing vainqueur en 2009

Les abréviations « LM » et « LM P » signifient « Le Mans » et « Le Mans Prototype ».

## Épreuves
| Épreuve     | Épreuve | 2013 | 2014 | 2015-2016 | 2016-2017 | 2017-2018 | 2018-2019 | 2019-2020 | 2021 | 2022 | 2023 | 2023-2024 |
| ----------- | ------- | ---- | ---- | --------- | --------- | --------- | --------- | --------- | ---- | ---- | ---- | --------- |
| Zhuhai      |         | •    |      |           | •         | •         |           |           |      |      |      |           |
| Shanghai    |         |      | •    |           |           |           | •         | •         |      |      |      |           |
| Inje        |         | •    | •    |           |           |           |           |           |      |      |      |           |
| Fuji        |         | •    | •    | •         | •         | •         | •         |           |      |      |      |           |
| Sepang      |         | •    | •    | •         | •         | •         | •         | •         |      |      |      | •         |
| Burinam     |         |      |      | •         | •         | •         | •         | •         |      |      |      |           |
| Tailem Bend |         |      |      |           |           |           |           | •         |      |      |      |           |
| Dubaï       |         |      |      |           |           |           |           |           | •    | •    | •    | •         |
| Yas Marina  |         |      |      |           |           |           |           |           | •    | •    | •    | •         |

- Note :

Durant la saison 2015-2016, les 3 Heures de Sepang ont été disputés à deux reprises.
Durant la saison 2021, la saison 2022 et la saison 2023, les 4 Heures de Dubaï et les 4 Heures d'Abou Dabi ont été disputés à deux reprises chacune.
Durant la saison 2023-2024, les 4 Heures de Sepang et les 4 Heures d'Abou Dabi ont été disputés à deux reprises chacune.

## Palmarès
| Saison    | Saison    | LMP1                                            | LMP2                                                  |                                                                        | GT1                                                    | GT2                                         |
| --------- | --------- | ----------------------------------------------- | ----------------------------------------------------- | ---------------------------------------------------------------------- | ------------------------------------------------------ | ------------------------------------------- |
| 2009      | Écurie    | Sora Racing                                     | OAK Racing                                            |                                                                        | JLOC                                                   | Hankook Team Farnbacher                     |
| 2009      | Pilote(s) | Christophe Tinseau Shinji Nakano                | Jacques Nicolet Matthieu Lahaye Richard Hein          |                                                                        | Atsushi Yogo Hiroyuki Iiri                             | Dominik Farnbacher Allan Simonsen           |
|           |           | LMP2                                            |                                                       |                                                                        | GTE                                                    | GTC                                         |
| 2013      | Écurie    | OAK Racing                                      |                                                       |                                                                        | Taisan Ken Endless                                     | AF Corse                                    |
| 2013      | Pilote(s) | David Cheng                                     |                                                       |                                                                        | Naoki Yokomizo Akira Iida Shogo Mitsuyama              | Andrea Bertolini Michele Rugolo Steve Wyatt |
|           |           | LMP2                                            |                                                       | CN                                                                     | GT                                                     |                                             |
| 2014      | Écurie    | OAK Racing Team Asia                            |                                                       | Craft-Bamboo Racing                                                    | Team AAI                                               |                                             |
| 2014      | Pilote(s) | David Cheng Ho-Pin Tung                         |                                                       | Kevin Tse                                                              | Jun San Chen Tatsuya Tanigawa                          |                                             |
|           |           | LMP2                                            | LMP3                                                  | CN                                                                     | GT                                                     | GT Am                                       |
| 2015-2016 | Écurie    | Race Performance                                | DC Racing                                             | Avelon Formula                                                         | Clearwater Racing                                      | KCMG                                        |
| 2015-2016 | Pilote(s) | Nicolas Leutwiler                               | David Cheng Ho-Pin Tung                               | Denis Lian (en) Giorgio Maggi                                          | Weng Sun Mok Keita Sawa Rob Bell                       | Paul Ip                                     |
|           |           | LMP2                                            | LMP3                                                  | CN                                                                     | GT                                                     | GT Cup                                      |
| 2016-2017 | Écurie    | Algarve Pro Racing                              | Tockwith Motorsports                                  | PS Racing                                                              | DH Racing                                              | TKS                                         |
| 2016-2017 | Pilote(s) | Andrea Roda                                     | Nigel Moore Phil Hanson                               | Kenji Abe Akihiro Asai Qin Tianqi Tira Sosothikul Medhapan Sundaradeja | Michele Rugolo                                         | Takuma Aoki Shinyo Sano                     |
|           |           | LMP2                                            | LMP3                                                  |                                                                        | GT                                                     | GT Cup                                      |
| 2017-2018 | Écurie    | Jackie Chan DC Racing X Jota                    | Jackie Chan DC Racing X Jota                          |                                                                        | FIST-Team AAI                                          | Team NZ                                     |
| 2017-2018 | Pilote(s) | Harrison Newey Stéphane Richelmi Thomas Laurent | Guy Cosmo Patrick Byrne                               |                                                                        | Jesse Krohn Jun San Chen                               | Graeme Dowsett Will Bamber                  |
| 2018-2019 | Écurie    | United Autosports                               | Inter Europol Competition                             |                                                                        | Car Guy Racing                                         |                                             |
| 2018-2019 | Pilote(s) | Paul Di Resta Phil Hanson                       | Jakub Śmiechowski Martin Hippe                        |                                                                        | Takeshi Kimura Kei Cozzolino James Calado              |                                             |
| 2019-2020 | Écurie    | G-Drive Racing By Algarve                       | Nielsen Racing                                        |                                                                        | HubAuto Corsa                                          |                                             |
| 2019-2020 | Pilote(s) | Roman Rusinov Léonard Hoogenboom James French   | Colin Noble Tony Wells                                |                                                                        | Marcos Gomes                                           |                                             |
| 2021      | Écurie    | G-Drive Racing                                  | United Autosports                                     |                                                                        | Precote Herberth Motorsport                            |                                             |
| 2021      | Pilote(s) | René Binder Ye Yifei Ferdinand von Habsburg     | Wayne Boyd Manuel Maldonado Rory Penttinen            |                                                                        | Ralf Bohn (de) Alfred Renauer (de) Robert Renauer (de) |                                             |
| 2022      | Écurie    | Nielsen Racing                                  | CD Sport                                              |                                                                        | Inception Racing                                       |                                             |
| 2022      | Pilote(s) | Matt Bell Ben Hanley Rodrigo Sales              | Christophe Cresp Antoine Doquin Steven Palette        |                                                                        | Ben Barnicoat Brendan Iribe Ollie Millroy              |                                             |
| 2023      | Écurie    | DKR Engineering                                 | Graff Racing                                          |                                                                        | Walkenhorst Motorsport                                 |                                             |
| 2023      | Pilote(s) | Charlie Eastwood Ayhancan Güven Salih Yoluç     | François Hériau Xavier Lloveras (es) Fabrice Rossello |                                                                        | Nicky Catsburg Thomas Merrill (de) Chandler Hull       |                                             |
| 2023-2024 | Écurie    | CrowdStrike Racing par APR                      | Cool Racing                                           |                                                                        | Pure Rxcing                                            |                                             |
| 2023-2024 | Pilote(s) | Colin Braun Malthe Jakobsen George Kurtz        | Alex Bukhantsov James Winslow                         |                                                                        | Alex Malykhin (en) Klaus Bachler Joel Sturm (nl)       |                                             |